# Pouilly-le-Monial
Pouilly-le-Monial was een gemeente en een plaats in het Franse departement Rhône in de regio Auvergne-Rhône-Alpes en telt 783 inwoners (2005). De plaats maakt deel uit van het arrondissement Villefranche-sur-Saône.

## Geschiedenis
Op 1 januari 2017 ging de gemeente samen met Liergues op in de nieuwgevormde gemeente Porte des Pierres Dorées.

## Geografie
De oppervlakte van Pouilly-le-Monial bedraagt 3,8 km², de bevolkingsdichtheid is 206,1 inwoners per km².
De onderstaande kaart toont de ligging van Pouilly-le-Monial met de belangrijkste infrastructuur en aangrenzende gemeenten.

## Demografie
Onderstaande figuur toont het verloop van het inwonertal (bron: INSEE-tellingen).